# Victoriano Guisasola y Menéndez
Victoriano Guisasola y Menéndez  (né le 21 avril 1852 à Oviedo en Asturies en Espagne et mort le 2 septembre 1920 à Madrid), est un cardinal espagnol de l'Église catholique du début de la XXe siècle, créé par le pape Pie X.

## Biographie
Victoriano Guisasola y Menéndez est chancelier-secrétaire de son oncle, l'évêque d'Orihuela entre 1882 et 1884, vicaire général d'Orihuela entre 1884 et 1886, chanoine à Santiago de Compostela entre 1886 et 1893 et vicaire capitulaire à la mort de son oncle.
Guisasola est élu évêque d'Osma en 1893. Guisasola est transféré au diocèse de Jaén en 1897 et au diocèse de Madrid-Alcalá en 1901. Il est promu archevêque de Valence en 1905 puis à l'archidiocèse de Tolède et Patriarche des Indes occidentales espagnoles en 1914.
Le pape Pie X le crée cardinal lors du consistoire du 25 mai 1914 et il participe au conclave de 1914, lors duquel Benoît XV est élu pape.